# Kanton L’Ajoupa-Bouillon

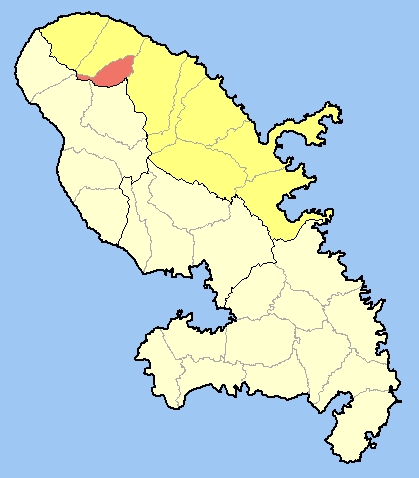
Lage des Kantons L’Ajoupa-Bouillon im Arrondissement La Trinité und im Übersee-Département Martinique

Der Kanton L’Ajoupa-Bouillon war ein Kanton im Arrondissement La Trinité im französischen Übersee-Département Martinique. Er umfasste die Gemeinde L’Ajoupa-Bouillon und wurde zum Ende des Jahres 2015 aufgelöst.
Vertreter im Generalrat des Départements war seit 2001 Maurice Bonté.